# 伯德福德 (喬治亞州)
阿爾塔馬拉（英語：Altamaha）是位於美國喬治亞州塔特納爾縣的一個鬼鎮。由於此地已於1907年被荒廢，本地已無人居住。

## 地理
阿爾塔馬拉的座標為31°58′32″N 81°53′38″W / 31.97556°N 81.89389°W，而該地的平均海拔高度為52米（即171英尺）。